# Karl Schwering (Verwaltungsbeamter)
Karl Ferdinand Wilhelm Balduin Schwering (* 29. Juni 1879 in Hannover; † 10. Januar 1948 in Stade) war ein deutscher Verwaltungsbeamter.

## Leben
Karl Schwering war ein Sohn des Eisenbahndirektionspräsidenten Ludwig Schwering in Saarbrücken und seiner Frau Anna, geb. Hornemann. Er besuchte das Goethegymnasium in Hannover, ab 1893 das Prinz-Heinrichs-Gymnasium in Berlin, wo er 1898 die Reifeprüfung bestand. Anschließend studierte er Rechtswissenschaften an der Eberhard Karls Universität Tübingen. 1899 wurde er Mitglied des Corps Suevia Tübingen. Nach dem Studium und der Promotion trat er in den preußischen Staatsdienst ein. Von 1907 bis 1908 absolvierte er das Regierungsreferendariat bei der Regierung in Düsseldorf. 1910 war er Assessor in Halberschwerdt, Schlesien. Vom 16. November 1917 bis 1932 war Schwering Landrat des Kreises Jork. 1932 wurde er zum Landrat des neu gegründeten Landkreises Stade ernannt. Nachdem er von 1919 bis 1932 Mitglied der DVP gewesen war, trat er am 29. Dezember 1933 der NSDAP bei und blieb bis zum Kriegsende im Amt. Vom 7. Mai bis 19. November 1945 war er von den britischen Besatzungstruppen interniert. Seine Entlassung erfolgte, ohne dass gegen ihn ein Spruchkammerverfahren eingeleitet worden war.
Schwering war seit 1919 mit Hertha von Kleist, einer Tochter des Studienrats und Professors Hugo von Kleist aus Hannover verheiratet.